# 大衛 (貝尼尼)
《大衛》（David），是意大利藝術家吉安·洛倫佐·貝爾尼尼於1623年製作之大理石雕像。他創作此像的年間，亦正在製作另一件名作阿波羅與黛芙妮。這是貝尼尼的代表作之一，亦表現了巴洛克藝術的特色。

## 簡介
這件雕塑描述的是大衛將要向巨人歌利亞投擲石頭的一刻。他的動作關係，以及視線關係，令空間申延。他的表情十分激動。

## 外部連結
- （英文）大衛雕塑的描述